# Струмишка галерия за икони
Струмишката галерия за икони (на македонска литературна норма: Струмичка галерија на икони) е музей, разположен в град Струмица, Северна Македония. Разположена е в църквата „Свети Петнадесет тивериополски мъченици“ и е част от Института за защита на паметниците на културата и музей – Струмица.

## Описание
Галерията отваря врати в 2000 година и има за цел да представи художествената активност в Струмишко от XV до първите десетилетия на XX век. Състои се от 94 експоната: 66 икони с различни размери от 9 православни църкви от Струмица и околността, царски, двери, плащаница, обредни предмети, 10 богослужебни книги, 5 кръста, 2 изписани манели, 4 кандила, 3 кадилници, метален дискос и свещник. Предметите са реставрирани и консервирани с пари на Министерството на културата. Обредните предмети са дело на куюмджии от Струмица. Стиловете на иконите варират от поствизантийски, през левантински барок до неоромантизъм. Част от тях са дело на струмишки и други източномакедонски зографи – Григорий Пецанов, Коста Вангелов, Гаврил Атанасов. Иконите са от църквите „Свети Четиридесет мъченици“ в Банско, „Свети Атанасий“ (Босилово), „Света Богородица“ във Велюшкия манастир, „Свети Леонтий“ във Водочкия манастир, „Свети Илия“ в Габрово, „Св. св. Кирил и Методий“ в Струмица, „Свети Илия“ в Нивичино, „Свети Спас“ в Колешино, „Света Троица“ в Дабиля, „Свети Георги“ в Ново село, „Свети Илия“ в Градско Балдовци.